# Сражение у Тринкомали
Сражение у Тринкомали (англ. Battle of Trincomalee) — морское сражение, состоявшееся 3 сентября 1782 года во время войны за независимость США между французской эскадрой коммодора Пьера-Андрэ де Сюффрена и английской эскадрой контр-адмирала Эдварда Хьюза, в Бенгальском заливе у побережья Индии. Сражение было четвертым между этими двумя командирами. 
Английский адмирал пытался оказать помощь блокированному французами гарнизону Тринкомали. 2 сентября английская эскадра из 12 кораблей под командованием Хьюза прибыла к Тринкомали. Тотчас же французская эскадра Сюффрена с четырнадцатью кораблями построила боевой порядок. Сюффрен предпринял атаку. Самый ожесточенный бой развернулся в середине строя. Более упорядоченный боевой порядок англичан повернул бой в их пользу. Флагман Сюффрена «Герос» и «Иллюстр» были сильно повреждены. Это сражение закончилось в шесть часов вечера. Адмирал Хьюз воспользовался ночью, чтобы отступить, опасаясь, что ему придется сражаться со всей эскадрой.
Сюффрену пришлось отступить, понеся большие потери: 82 убитых и 255 раненых. У англичан всего 51 убитый. Тем не менее стратегическая победа осталась за французским флотом, так как английский флот в итоге ничем не смог помочь осажденному гарнизону и был вынужден отступить.
Поскольку на горизонте надвигался сезон дождей, Сюффрен решил после еще одной короткой остановки в Гонделуре, где он оставил войска, перезимовать в обширной бухте Ахем на Суматре. Англичане тоже отправились зимовать в Бомбей.

## Силы сторон
| Название  | Количество пушек | Примечание |
| --------- | ---------------- | ---------- |
| Superb    | 74               |            |
| Hero      | 74               |            |
| Sultan    | 74               |            |
| Burford   | 70               |            |
| Monarca   | 70               |            |
| Eagle     | 64               |            |
| Exeter    | 64               |            |
| Magnanime | 64               |            |
| Monmouth  | 64               |            |
| Sceptre   | 64               |            |
| Worcester | 64               |            |
| Isis      | 50               |            |

| Название     | Количество пушек | Примечание |
| ------------ | ---------------- | ---------- |
| Héros        | 74               |            |
| Annibal      | 74               |            |
| Illustre     | 74               |            |
| Orient       | 74               |            |
| Ajax         | 64               |            |
| Artésien     | 64               |            |
| Brillant     | 64               |            |
| Bizarre      | 64               |            |
| Sévère       | 64               |            |
| Sphinx       | 64               |            |
| Vengeur      | 64               |            |
| Saint Michel | 60               |            |
| Flamand      | 50               |            |
| Hannibal     | 50               |            |
| Consolante   | 36               |            |